# Tuber cinereum
Il tuber cinereum è una formazione di sostanza grigia dell'ipotalamo.

## Localizzazione e rapporti
È posto nel diencefalo tra i corpi mammillari e il chiasma ottico. Da esso si diparte l'infundibolo che si continua nella parte posteriore dell'ipofisi (neuroipofisi). Intorno alla base l'infundibolo è localizzata l'eminenza mediana, implicata nel controllo dell'ipofisi anteriore (attraverso proiezioni provenienti dall'ipotalamo).
È formato da due nuclei: il nucleo tuberale e il nucleo tuberomamillare.

## Funzione
È coinvolto nell'omeostasi idrica. Si ritiene essere implicato nelle regolazioni dei ritmi circadiani, vista la secrezione di istamina da parte del nucleo tuberomamillare.